# Sandra Pisani
Pour les articles homonymes, voir Pisani.
Sandra Pisani, née le 23 janvier 1959 et morte à Adélaïde le 19 avril 2022, est une joueuse australienne de hockey sur gazon.

## Biographie
Sandra Pisani participe à ses premiers Jeux olympiques à Los Angeles en 1984 ; les Australiennes terminent quatrièmes du tournoi. Elle remporte aux Jeux olympiques d'été de 1988 à Séoul la médaille d'or avec l'équipe nationale.
Elle reçoit la médaille de l'Ordre d'Australie en 1989.